# جمعية كشافة الإكوادور
جمعية كشافة الإكوادور هي المنظمة الكشفية الوطنية في الإكوادور، تأسست في عام 1920، وأصبحت عضو في المنظمة العالمية للحركة الكشفية في عام 1922. و تعتبر جمعية كشافة الإكوادور مختلطة وتحوي 3220 عضو اعتبارا من عام 2011.
الكشافة جاءت اولا إلى الإكوادور في عام 1912، عندما علم كريستوبال فيلا، وهو دبلوماسي في فرنسا، علم عن برنامج الكشافة في انكلترا. وقدم الكشافة للفتيان في كيتو التي امتدت إلى مدن أخرى في منطقة المرتفعات، على الرغم من أنها أقل شهرة في منطقة الساحل.
وبالإضافة إلى ذلك، تعمل الكشافة مع الصليب الأحمر، مما يساعد في الكوارث الوطنية، وتنمية المجتمع، وحملات محو الأمية والحملات الصحية.
في أوائل الستينات من القرن الماضي، كانت الكشافة معروفة للمواطنين باسم «ملائكة الكاكي،» على الرغم من زيهم الحالي هو الرمادي والأزرق.

## روابط خارجية
- الموقع الرسمي